# Tomus ad Antiochenos

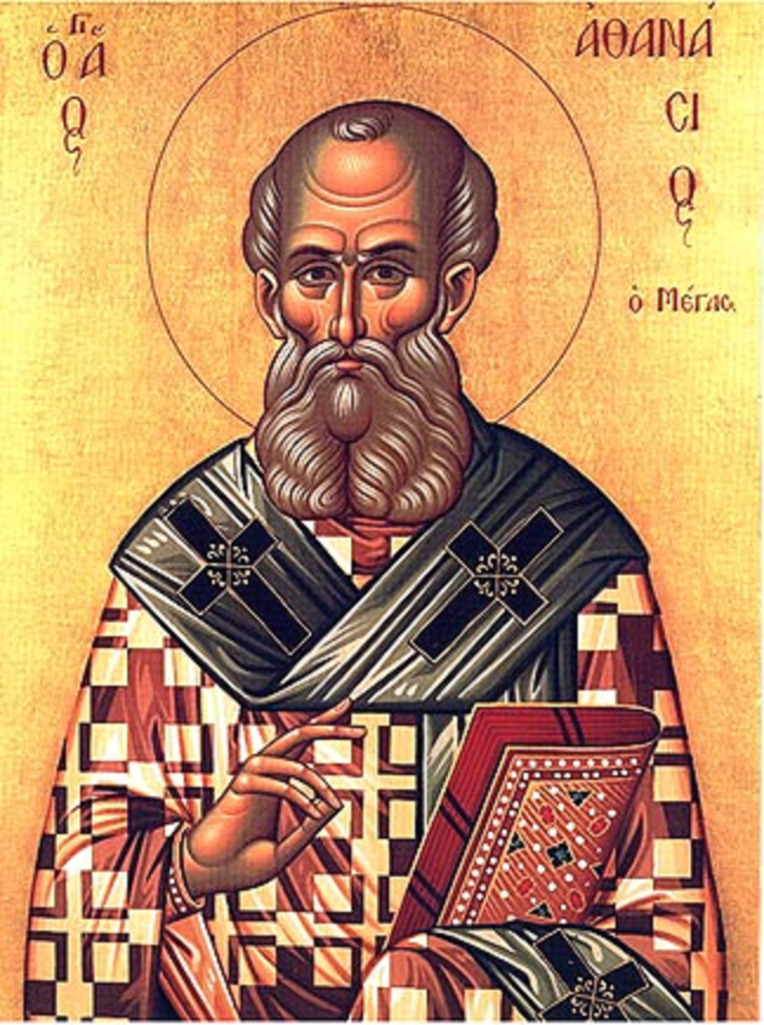
Svatý Atanáš z Alexandrie

Tomus ad Antiochenos či List Antiochijský je starověká listina, kterou sepsal asi v roce 362 svatý Atanáš, biskup v Alexandrii a odeslal křesťanům do Antiochie. Tato listina hrála klíčovou roli v diskusích o Nejsvětější Trojici v průběhu 4. století.
V roce 361 nastoupil na římský trůn císař Julián Apostata. Přestože byl sám křtěný, rozhodl se pro návrat k tradičnímu římskému pohanskému náboženství. Během jeho krátké vlády zrušil všechna církevní nařízení, a proto se mohli vrátit do svých diecézí všichni exilovaní či jinak potrestaní biskupové, jak ariáni, tak ti, kdo vyznávali nicejskou víru. Tehdy se biskup Atanáš odhodlal k zásadnímu politicko-náboženskému činu. Rozhodl se, že definitivně porazí arianismus, a pokusil se zformovat antiariánský tábor. Jeho snaha se ukázala jako úspěšná a v 50. a 60. letech 4. století ariáni ztratili převahu. Mnozí biskupové oblíbení u Konstantinových nástupců i u celého císařského dvora Byzatské říše přilnuli k arianiské víře, zatímco Atanáš a de facto celý křesťanský západ zůstali věrnými stoupenci prvního koncilu v Niceji. 
V té době Atanáš svolal do Alexandrie shromáždění a sepsal listinu Tomus ad Antiochenos, kterou poslal do Antiochie. Hlavním zájmem listiny bylo dosáhnout teologické dohody na základě nicejského vyznání. Alexandrijský patriarcha pochopil, že musí na svou stranu dostat homoiúsiány, a proto dojednal spojenectví mezi nimi a homoúsiány, kteří uznali nicejské krédo, plně přijali koncil a potvdili, že Kristus je stejné podstaty s Otcem. Listina se stala podkladem třem kappadokijským teologům: Basilea Velikého, jeho bratra Řehoře z Nyssy a jejich přítele Řehoře z Nazianzu, kteří následně založili projev jedné bytosti (Ousia) na tři hypotézy Boží, které se staly závaznými při Prvním konstantinopolským koncilu. Církev pak přijala za vlastní nauku obsah Nicejského vyznání i Nicejsko-konstantinopolského vyznání. Tato vyznání uznává naprostá většina současných křesťanských církví. Ariánství přežívalo ještě několik staletí u germánských kmenů, avšak v teologických debatách již nehrálo žádnou roli.